# Conférence intercantonale

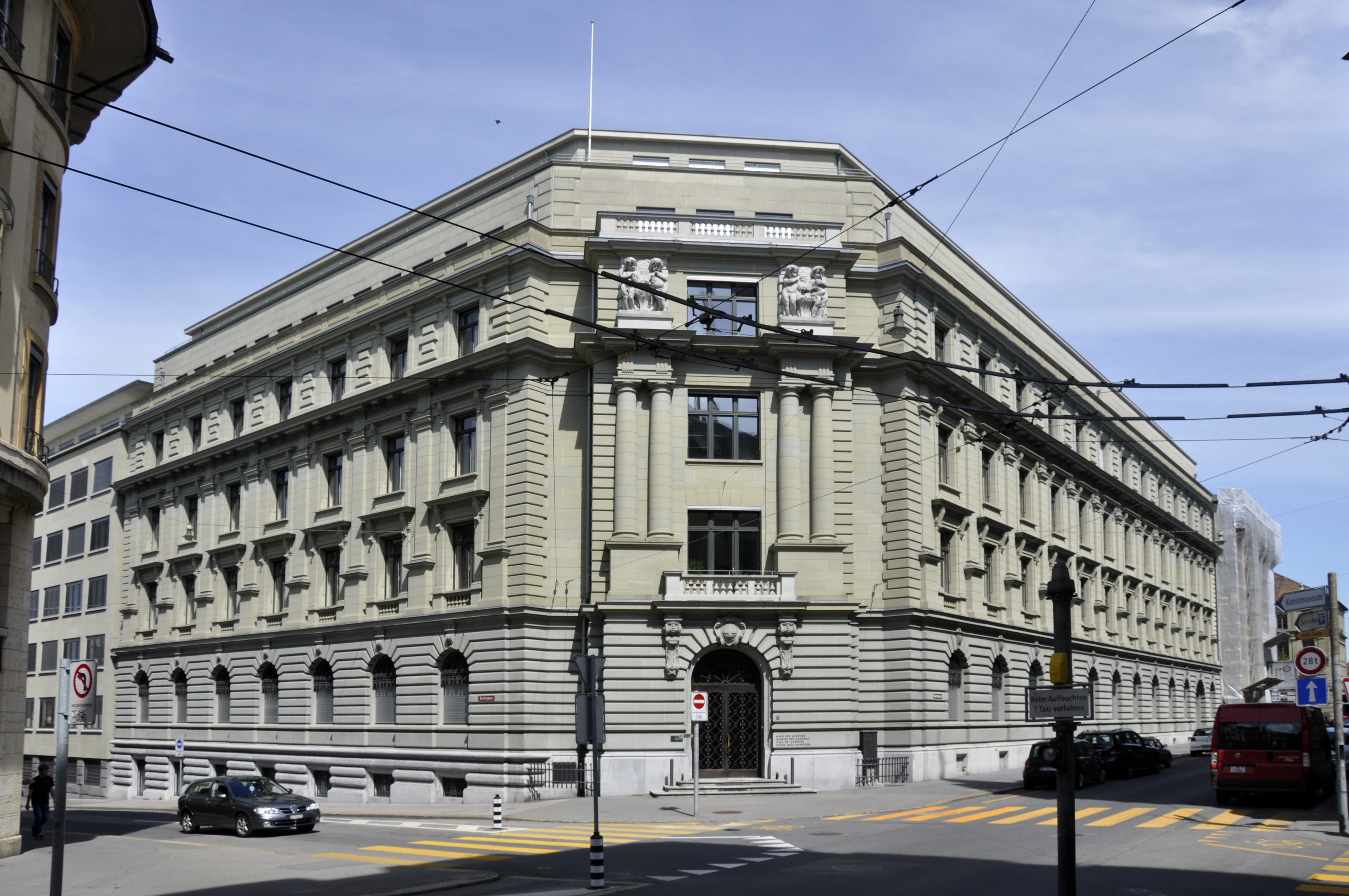
La Maison des cantons à Berne, où de nombreuses conférences ont leur siège.

En Suisse, une conférence intercantonale est une réunion de membres de plusieurs cantons faisant partie d'une certaine autorité. C'est un outil essentiel de la coordination intercantonale, en particulier dans les domaines de compétence qui ne sont pas dévolus à la Confédération.

## Histoire
Les premières traces des conférences remontent au début de l'État fédéral. Alors que la Confédération disposait de peu de compétences, les cantons eurent rapidement besoin d'harmoniser certaines matières (actes d'origine, certains contrats…) et usèrent pour ce faire des concordats. La conférence des directeurs de l'instruction publique (CDIP) est la première à être fondée, en 1897.
En 2020, lors de la pandémie de Covid-19, c'est la CDIP qui coordonne la reprise des cours et la validation des examens de fin d'année (maturité)[réf. souhaitée].

## Description
En principe, les conférences se limitent à émettre des recommandations et à prendre position sur certains sujets.
Certaines conférences peuvent cependant déboucher sur des accords intercantonaux (qui se situent hiérarchiquement entre le droit fédéral et cantonal), comme la Conférence suisse des directeurs cantonaux des travaux publics, de l'aménagement du territoire et de l'environnement qui a produit l'Accord intercantonal sur l'harmonisation de la terminologie dans le domaine de la construction, crucial pour la mise en œuvre de l'aménagement du territoire. Dans de tels cas, les conférences ont un droit de décision pour la mise en œuvre de l'accord.

## Liste

### Niveau suisse
| Nom | Abréviation          | Domaine                                                                                                 | Année de fondation | Site |
| --- | -------------------- | --- | ------------------ | ---- |
| Conférence des gouvernements cantonaux                                                                               | CdC KdK CdC          | Rapports généraux entre les cantons et la Confédération                                                 |                    |      |
| Conférence suisse des directeurs cantonaux des travaux publics, de l'aménagement du territoire et de l'environnement | DTAP BPUK DCPA       | Travaux publics, aménagement du territoire                                                              |                    |      |
| Conférence des directrices et directeurs des départements cantonaux de justice et police                             | CCDJP KKJPD CCDGP    | Justice, police, migration, droits civil et pénal, procédures civile et pénale, état civil              |                    |      |
| Conférence des directrices et directeurs cantonaux des affaires sociales                                             | CDAS SDOK CDOS       | Sécurité sociale, aide sociale, soutien aux personnes handicapées                                       |                    |      |
| Conférence des chefs des départements cantonaux de l'économie publique                                               | CDEP VDK CDEP        | Économie                                                                                                | 1944               |      |
| Conférence des directrices et directeurs cantonaux des finances                                                      | CDF FDK CDF          | Finances cantonales, impôts                                                                             |                    |      |
| Conférence pour la forêt, la faune et le paysage                                                                     | CFP KWL CFP          | Forêts, faune sauvage, chasse et pêche                                                                  |                    |      |
| Conférence suisse des directeurs cantonaux de l'instruction publique                                                 | CDIP EDK CDPE        | Instruction publique, concordats scolaires, reconnaissance des diplômes, coordination des hautes écoles |                    |      |
| Conférence suisse des directeurs de la santé                                                                         | CDS GDK CDS          | Politique de santé                                                                                      |                    |      |
| Conférence des directeurs cantonaux des transports publics                                                           | CTP KÖV CTP          | Transports publics                                                                                      |                    |      |
| Conférence gouvernementale des affaires militaires, de la protection civile et des sapeurs-pompiers                  | CG MPS RK MZF CG MPS | Affaires militaires, protection civile et des sapeurs-pompiers                                          |                    |      |
| Conférence des directeurs cantonaux de l'énergie                                                                     | EnDK                 | Énergie                                                                                                 | 1979               |      |
| Conférence des directeurs cantonaux de l'agriculture                                                                 | CDCA LWA CDCA        | Agriculture                                                                                             |                    |      |
| Conférence des directeurs cantonaux chargés du marché des loteries et de la loi sur les loteries                     | CDCM FDKL CDCM       | Jeu de hasard et loterie                                                                                |                    |      |
| Conférence des Chanceliers d’État                                                                                    | CCE SSK CSS          | Chancelleries d'État                                                                                    |                    |      |

### Niveau régional
Certaines conférences ne coordonnent un domaine qu'au niveau régional ou linguistique. Par ailleurs, des conférences peuvent avoir des sous-conférences plus spécifiques. Certains cantons, de par leur situation géographique ou linguistique, peuvent siéger dans plusieurs conférences d'un même domaine.
| Domaine                                           | Nom | Abréviation    | Cantons                                                                                       | Site |
| ------------------------------------------------- | --- | -------------- | --------------------------------------------------------------------------------------------- | ---- |
| Gouvernements cantonaux                           | Conférence des Gouvernements de Suisse occidentale                                                           | CGSO           | BE, FR, GE, JU, NE, TI, VD, VS                                                                |      |
| Gouvernements cantonaux                           | Conférence des Gouvernements de la Suisse du Nord-Ouest                                                      | CGNO           | AG, BL, BS, JU, SO Membre associé: ZH                                                         |      |
| Gouvernements cantonaux                           | Zentralschweizer Regierungskonferenz                                                                         | ZRK            | LU, NW, OW, SZ, UR, ZG Membres associés: ZH (depuis 2001), AG (depuis 2006), TI (depuis 2016) |      |
| Gouvernements cantonaux                           | Ostschweizer Regierungskonferenz                                                                             | ORK            | AI, AR, GL, GR, SG, SH, TG Membres associés: ZH (depuis 2001), FL (depuis 2018)               |      |
| Aménagement du territoire et environnement        | Bau-, Planungs-und Umweltdirektoren-Konferenz der Ostschweizer Kantone                                       | BPUK-Ost       | AI, AR, GL, GR, SG, SH, TG, ZH, FL                                                            |      |
| Justice et police                                 | Conférence latine des Chefs des Départements de justice et police                                            | CLDJP          | FR, GE, JU, NE, TI, VD, VS                                                                    |      |
| Justice et police                                 | Ostschweizer Justiz-und Polizeidirektorenkonferenz                                                           | OJPD           | AI, AR, GL, GR, SG, SH, TG, ZH, FL                                                            |      |
| Affaires sociales                                 | Conférence latine des affaires sanitaires et sociales                                                        | CLASS          | BE, FR, GE, JU, NE, TI, VD, VS                                                                |      |
| Affaires sociales                                 | Zentralschweizer Sozialdirektorinnen und -direktorenkonferenz                                                | ZSODK          | LU, NW, OW, SZ, UR, ZG                                                                        |      |
| Affaires sociales                                 | Sozialdirektorenkonferenz Ost                                                                                | SODK Ost+ZH    | AI, AR, GL, GR, SG, SH, TG, ZH                                                                |      |
| Économie publique                                 | Conférence des Chefs de Département de l'Économie publique de Suisse occidentale                             | CDEP-SO        | BE, FR, GE, JU, NE, VD, VS                                                                    |      |
| Économie publique                                 | Volkswirtschaftsdirektoren-Konferenz-Ost                                                                     | VDOK-Ost       | AI, AR, GL, GR, SG, SH, TG, ZH, FL                                                            |      |
| Finance                                           | Finanzdirektoren-Konferenz Ost                                                                               | FDK Ost        | AI, AR, GL, GR, SG, SH, TG, ZH                                                                |      |
| Instruction publique                              | Conférence intercantonale de l'instruction publique de la Suisse romande et du Tessin                        | CIIP           | BE, FR, GE, JU, NE, TI, VD, VS                                                                |      |
| Instruction publique                              | Nordwestschweizerischen Erziehungsdirektorenkonferenz                                                        | NW EDK         | AG, BE, BL, BS, FR, LU, SO, VS                                                                |      |
| Instruction publique                              | Bildungsdirektoren-Konferenz Zentralschweiz                                                                  | BKZ            | LU, NW, OW, SZ, UR, ZG                                                                        |      |
| Instruction publique                              | Ostschweizer Erziehungsdirektoren-Konferenz                                                                  | EDK-Ost        | AI, AR, GL, GR, SG, SH, SZ, TG, ZH, FL                                                        |      |
| Santé                                             | Conférence latine des affaires sanitaires et sociales                                                        | CLASS          | BE, FR, GE, JU, NE, TI, VD, VS                                                                |      |
| Santé                                             | Nordwestschweizer Gesundheitsdirektorenkonferenz                                                             | NWGDK          | AG, BE, BL, BS, JU, SO                                                                        |      |
| Santé                                             | Gesundheitsdirektorenkonferenz der Ostschweizer Kantone und des FL                                           | GDK-Ost        | AI, AR, GL, GR, SG, SH, TG, ZH, FL                                                            |      |
| Santé                                             | Zentralschweizer Gesundheitsdirektorinnen- und direktorenkonferenz                                           | ZGDK           | LU, NW, OW, SZ, UR, ZG                                                                        |      |
| Transports                                        | Conférence des transports de la Suisse occidentale                                                           | CTSO           | BE, FR, GE, JU, NE, TI, VD, VS                                                                |      |
| Transports                                        | Zentralschweizer Konferenz des öffentlichen Verkehrs                                                         | ZKöV           | LU, NW, OW, SZ, UR, ZG                                                                        |      |
| Transports                                        | Konferenz des öffentlichen Verkehrs der Ostschweiz                                                           | KöV Ostschweiz | AI, AR, GL, GR, SG, SH, TG                                                                    |      |
| Transports                                        | Konferenz des öffentlichen Verkehrs der Nordwestschweiz                                                      | KöV NWCH       | AG, BE, BL, BS, JU, SO Membre associé: ZH                                                     | ,    |
| Transports                                        | Konferenz des öffentlichen Verkehrs Raum Zürich                                                              | KöV Zürich     | AG, SH, SG, SZ, TG, ZG, ZH                                                                    |      |
| Affaires militaire et protection de la population | Conférence latine des directrices et directeurs des affaires militaires et de la protection de la population | CLAMPP         | FR, GE, JU, NE, TI, VD, VS                                                                    |      |

Dans le domaine de l'instruction publique, la Deutschschweizer Erziehungsdirektoren-Konferenz (D-EDK) a été dissoute au 31 décembre 2018 par décision de l'EDK-Ost, de la NW EDK et de la BKZ du 26 octobre 2018.

### Conférences  spécialisées
Certaines conférences réunissent des services spécialisées des administrations cantonales et/ou fédérales. Celles-ci peuvent être des conférences techniques de conférences de directeurs cantonaux dans leur domaine respectif.
| Conférence-mère                                  | Nom                                                              | Abréviation   | Domaine administratif  | Membres                                                                          | Année de fondation | Site |
| ------------------------------------------------ | ---------------------------------------------------------------- | ------------- | ---------------------- | -------------------------------------------------------------------------------- | ------------------ | ---- |
| Conférence pour la forêt, la faune et le paysage | Conférence des inspecteurs et inspectrices cantonaux des forêts  | CIC KOK CIC   | Gestion des forêts     |                                                                                  |                    |      |
| Conférence pour la forêt, la faune et le paysage | Conférence des services de la faune, de la chasse et de la pêche | CSF JSF CSF   | Faune, chasse et pêche |                                                                                  |                    |      |
| NC                                               | Conférence suisse des impôts                                     | CSI SSK CSI   | Administration fiscale | administrations fiscales cantonales et Administration fédérale des contributions | 1919               |      |
| NC                                               | Conférence suisse des hautes écoles (de)                         | CSHE SHK CSSU | Hautes écoles          |                                                                                  |                    |      |

## Maison des cantons
La Maison des cantons est le siège de diverses conférences gouvernementales et de conférence de directeurs cantonaux.
Elle héberge à cet effet le sécretariat de 13 conférences différentes.